# Urothoe elegans
Urothoe elegans är en kräftdjursart som beskrevs av Charles Spence Bate 1857. Urothoe elegans ingår i släktet Urothoe och familjen Urothoidae. Arten är reproducerande i Sverige. Inga underarter finns listade i Catalogue of Life.